# Etiopisk stenbock
Etiopisk stenbock eller waliestenbock (Capra walie) är en art i släktet getter. Den betraktades tidigare som underart till alpstenbocken men listas numera som självständig art.

## Kännetecken
Arten är med en mankhöjd mellan 90 och 110 centimeter och en vikt upp till 120 kilogram (hannar) tyngre än den nubiska stenbocken (Capra nubiana) men smalare än alpstenbocken. Kroppslängden är 140 till 170 centimeter och svansen är 20 till 25 centimeter lång. Honor väger cirka 80 kilogram. Ovansidan är kastanjebrun till gråbrun och undersidan är ljusare. Kännetecknande är en svart strimma vid framsidan av varje extremitet samt en knöl på djurets panna. Horn förekommer hos båda kön och hannar har längre horn än honor med en längd upp till 110 cm. Typiskt är även hannarnas svarta skägg.

## Utbredning och populationens utveckling
Etiopisk stenbock är endemisk för bergsområdet Simien i norra Etiopien. Fram till 1900-talet fanns en stor population men sedan jagades den i stor skala och arten var nästan utrotad. 1963 fanns bara omkring 150 individer kvar. Efter inrättningen av Simenbergens nationalpark återhämtade sig populationen och ökade till cirka 500 vuxna individer (2004). Trots allt listas etiopisk stenbock av IUCN som sårbar.

## Levnadssätt
Djuret lever på branta sluttningar i ett område som ligger ungefär 2 500 meter över havet. Honor och deras ungar bildar ofta flockar men par med en hona och sin unge förekommer likaså. Hannar som inte är könsmogna kan bilda ungkarlsflockar men ensamlevande hannar är vanligast. Honor kan para sig hela året men parningstiden ligger huvudsakligen mellan mars och maj. Ensamlevande bockar ansluter sig till flocken och strider om rätten att para sig. Honan föder vanligen bara en unge åt gången efter 150 till 165 dagar dräktighet och sällan förekommer tvillingar. Etiopisk stenbock blir könsmogen efter cirka ett år.
Födan utgörs av olika växtdelar som blad från buskar, gräs, lavar, ljungväxter eller örter.